# Amanda Balding
Amanda Balding (* 6. April 1977 in Lake Grace, Western Australia als Amanda Louise Balding; später Amanda Balding-McKenzie) ist eine ehemalige australische Triathletin.

## Werdegang
Amanda Balding wuchs in Manjimup in einer Großfamilie mit dreizehn Schwestern und Brüdern auf.
Sie startete als Jugendliche einige Jahre lang für Australien im Walking und sie begann 2000 mit Triathlon.
Nach einer Krebs-Diagnose 2003 stellte sie ihr Leben grundlegend um und ihr Traum war damals eine erfolgreiche Teilnahme an einem Langdistanz-Triathlon (3,86 km Schwimmen, 180,2 km Radfahren und 42,195 km Laufen).
Im Oktober 2007 belegte die damals 25-Jährige den 51. Rang beim Ironman Hawaii (Ironman World Championships).

### Privates
Sie war von Oktober 2010 bis März 2013 mit dem Triathleten Luke Jarrod McKenzie (* 1981) verheiratet. Ihre Spitznamen sind Memphis oder Grub.

## Sportliche Erfolge
| Datum/Jahr    | Rang | Wettbewerb             | Austragungsort | Zeit     | Bemerkung                              |
| ------------- | ---- | ---------------------- | -------------- | -------- | -------------------------------------- |
| 5. Mai 2012   | 33   | Ironman 70.3 Busselton | Busselton      | 05:07:29 |                                        |
| 20. Sep. 2010 | 10   | Ironman 70.3 Cancún    | Cancún         | 05:24:12 | [ 4 ]                                  |
| 14. März 2010 | 2    | Ironman 70.3 China     | Haikou         | 05:27:35 | hinter Belinda Granger                 |
| 19. Juli 2009 |      | Vineman Ironman 70.3   | Sonoma County  | 05:06:16 |                                        |
| 2. Mai 2009   | 8    | Ironman 70.3 Busselton | Busselton      |          |                                        |
| 20. Apr. 2009 | 1    | Ironman 70.3 China     | Haikou         | 05:28:55 | [ 5 ]                                  |
| 23. Sep. 2007 | 1    | Ironman 70.3 Cancún    | Cancún         | 04:56:03 |                                        |
| 5. Aug. 2007  | 22   | Ironman 70.3 Antwerp   | Antwerpen      | 05:01:30 |                                        |
| 22. Juli 2007 | 33   | Vineman Ironman 70.3   | Sonoma County  | 05:01:03 |                                        |
| 2. Juni 2007  | 35   | Ironman 70.3 Hawaii    | Hawaii         | 05:24:35 |                                        |
| 16. Sep. 2006 |      | Superfrog Triathlon    | Coronado       | 05:32:00 | Zweite in der Altersklasse 18–29 Jahre |
| 7. Nov. 2004  | 310  | Noosa Triathlon        | Noosa          | 02:47:31 |                                        |
| 2. Nov. 2003  |      | Noosa Triathlon        | Noosa          | 02:36:07 |                                        |

| Datum/Jahr    | Rang | Wettbewerb          | Austragungsort     | Zeit     | Bemerkung                                    |
| ------------- | ---- | ------------------- | ------------------ | -------- | -------------------------------------------- |
| 29. Mai 2011  | 11   | Ironman Brasil      | Florianópolis      | 10:39:14 |                                              |
| 30. Mai 2010  | 9    | Ironman Brasil      | Florianópolis      | 10:33:12 |                                              |
| 28. Feb. 2010 | 11   | Ironman Malaysia    | Langkawi           | 11:43:24 |                                              |
| 30. Aug. 2009 | 11   | Ironman Louisville  | Louisville         | 10:41:45 |                                              |
| 21. Juni 2009 | 8    | Ironman Japan       | Japan              | 10:51:55 |                                              |
| 1. Nov. 2008  | 9    | Ironman Florida     | Vereinigte Staaten | 10:09:37 | persönliche Bestzeit auf der Ironman-Distanz |
| 24. Aug. 2008 | 15   | Ironman Canada      | Penticton          | 11:13:05 |                                              |
| 20. Apr. 2008 | 8    | Ironman China       | Haikou             | 11:52:39 |                                              |
| 1. März 2008  | 13   | Ironman New Zealand | Neuseeland         | 10:53:05 |                                              |
| 13. Okt. 2007 | 51   | Ironman Hawaii      | Hawaii             | 11:49:33 |                                              |
| 26. Aug. 2007 | 5    | Ironman Canada      | Penticton          | 10:56:00 |                                              |
| 22. Aug. 2005 |      | Ironman UK          | Sherborne          | 12:40:00 |                                              |